# 1492 год
1492 (ты́сяча четы́реста девяно́сто второ́й) год  по юлианскому календарю — високосный год, начинающийся в воскресенье. Это 1492 год нашей эры, 2‑й год 10‑го десятилетия XV века 2‑го тысячелетия, 3‑й год 1490‑х годов. Он закончился 533 года назад.
| Пн | Вт | Ср | Чт | Пт | Сб | Вс |
|    |    |    |    |    |    | 1  |
| 2  | 3  | 4  | 5  | 6  | 7  | 8  |
| 9  | 10 | 11 | 12 | 13 | 14 | 15 |
| 16 | 17 | 18 | 19 | 20 | 21 | 22 |
| 23 | 24 | 25 | 26 | 27 | 28 | 29 |
| 30 | 31 |    |    |    |    |    |

| Пн | Вт | Ср | Чт | Пт | Сб | Вс |
|    |    | 1  | 2  | 3  | 4  | 5  |
| 6  | 7  | 8  | 9  | 10 | 11 | 12 |
| 13 | 14 | 15 | 16 | 17 | 18 | 19 |
| 20 | 21 | 22 | 23 | 24 | 25 | 26 |
| 27 | 28 | 29 |    |    |    |    |

| Пн | Вт | Ср | Чт | Пт | Сб | Вс |
|    |    |    | 1  | 2  | 3  | 4  |
| 5  | 6  | 7  | 8  | 9  | 10 | 11 |
| 12 | 13 | 14 | 15 | 16 | 17 | 18 |
| 19 | 20 | 21 | 22 | 23 | 24 | 25 |
| 26 | 27 | 28 | 29 | 30 | 31 |    |

| Пн | Вт | Ср | Чт | Пт | Сб | Вс |
|    |    |    |    |    |    | 1  |
| 2  | 3  | 4  | 5  | 6  | 7  | 8  |
| 9  | 10 | 11 | 12 | 13 | 14 | 15 |
| 16 | 17 | 18 | 19 | 20 | 21 | 22 |
| 23 | 24 | 25 | 26 | 27 | 28 | 29 |
| 30 |    |    |    |    |    |    |

| Пн | Вт | Ср | Чт | Пт | Сб | Вс |
|    | 1  | 2  | 3  | 4  | 5  | 6  |
| 7  | 8  | 9  | 10 | 11 | 12 | 13 |
| 14 | 15 | 16 | 17 | 18 | 19 | 20 |
| 21 | 22 | 23 | 24 | 25 | 26 | 27 |
| 28 | 29 | 30 | 31 |    |    |    |

| Пн | Вт | Ср | Чт | Пт | Сб | Вс |
|    |    |    |    | 1  | 2  | 3  |
| 4  | 5  | 6  | 7  | 8  | 9  | 10 |
| 11 | 12 | 13 | 14 | 15 | 16 | 17 |
| 18 | 19 | 20 | 21 | 22 | 23 | 24 |
| 25 | 26 | 27 | 28 | 29 | 30 |    |

| Пн | Вт | Ср | Чт | Пт | Сб | Вс |
|    |    |    |    |    |    | 1  |
| 2  | 3  | 4  | 5  | 6  | 7  | 8  |
| 9  | 10 | 11 | 12 | 13 | 14 | 15 |
| 16 | 17 | 18 | 19 | 20 | 21 | 22 |
| 23 | 24 | 25 | 26 | 27 | 28 | 29 |
| 30 | 31 |    |    |    |    |    |

| Пн | Вт | Ср | Чт | Пт | Сб | Вс |
|    |    | 1  | 2  | 3  | 4  | 5  |
| 6  | 7  | 8  | 9  | 10 | 11 | 12 |
| 13 | 14 | 15 | 16 | 17 | 18 | 19 |
| 20 | 21 | 22 | 23 | 24 | 25 | 26 |
| 27 | 28 | 29 | 30 | 31 |    |    |

| Пн | Вт | Ср | Чт | Пт | Сб | Вс |
|    |    |    |    |    | 1  | 2  |
| 3  | 4  | 5  | 6  | 7  | 8  | 9  |
| 10 | 11 | 12 | 13 | 14 | 15 | 16 |
| 17 | 18 | 19 | 20 | 21 | 22 | 23 |
| 24 | 25 | 26 | 27 | 28 | 29 | 30 |

| Пн | Вт | Ср | Чт | Пт | Сб | Вс |
| 1  | 2  | 3  | 4  | 5  | 6  | 7  |
| 8  | 9  | 10 | 11 | 12 | 13 | 14 |
| 15 | 16 | 17 | 18 | 19 | 20 | 21 |
| 22 | 23 | 24 | 25 | 26 | 27 | 28 |
| 29 | 30 | 31 |    |    |    |    |

| Пн | Вт | Ср | Чт | Пт | Сб | Вс |
|    |    |    | 1  | 2  | 3  | 4  |
| 5  | 6  | 7  | 8  | 9  | 10 | 11 |
| 12 | 13 | 14 | 15 | 16 | 17 | 18 |
| 19 | 20 | 21 | 22 | 23 | 24 | 25 |
| 26 | 27 | 28 | 29 | 30 |    |    |

| Пн | Вт | Ср | Чт | Пт | Сб | Вс |
|    |    |    |    |    | 1  | 2  |
| 3  | 4  | 5  | 6  | 7  | 8  | 9  |
| 10 | 11 | 12 | 13 | 14 | 15 | 16 |
| 17 | 18 | 19 | 20 | 21 | 22 | 23 |
| 24 | 25 | 26 | 27 | 28 | 29 | 30 |
| 31 |    |    |    |    |    |    |

## События
- 1482—1492 — закончилась Гранадская война[1].
  - 2 января — падение Гранады[1].
- 1485—1503 — Польско-турецкая война[2].
- 1490—1492 — заканчивается Крестьянское восстание в Северной Молдавии и Галицкой земле под руководством Мухи[3].

- 2 января — окончание Гранадской войны со взятием испанцами последней арабской крепости Гранада. Закончилась Реконкиста.
- Февраль—июль — Прагерия. Восстание крупных феодалов Франции против централизаторской политики короля Карла VII[4].
- 31 марта — 2 августа — изгнание евреев из Испании по Альгамбрскому эдикту.
- 3 августа — Христофор Колумб отплыл из города Палос-де-ла-Фронтера на трёх судах, «Нинья», «Пинта» и «Санта Мария», в поисках Индии. Началось первое путешествие Колумба к Американскому континенту.
- 11 августа — кардинал Родриго Борджиа (1431—1503) стал римским папой Александром VI
- 6 сентября — после устранения течи на «Пинте» поход кораблей Колумба продолжен прямо на запад от острова Гомера (Канарские острова).
- 16 сентября — на пути экспедиции Колумба стали появляться пучки зелёных водорослей. Через это водное пространство корабли шли три недели. Так было открыто Саргассово море.
- 12 октября (условная дата) — Открытие Америки Колумбом. В два часа полуночи матросом Родриго де Триана с борта «Пинты» обнаружена земля. Колумб достиг острова Сан-Сальвадор, одного из островов Багамской группы.
- 13 октября — Колумб высадился на берег, водрузил на нём кастильское знамя, формально вступил во владение островом и составил об этом нотариальный акт. Остров назван Сан-Сальвадором.
- 28 октября — Колумб высадился в бухте Бариэй на северо-востоке Кубы
- 5 ноября — Европа впервые узнала о кукурузе, Христофор Колумб в письме писал: «Я видел зерно, называемое маисом».
- 13 ноября — узнав от туземцев об острове, изобилующем золотом, Колумб двинулся на восток на его поиски.
- 16 ноября — возле деревни Энсисхейм в Священной Римской империи упал метеорит, названный по ее имени.
- 20 ноября — пропала «Пинта». Два оставшихся судна продолжили путь на восток, пока не достигли восточной оконечности Кубы — мыса Майси.
- 6 декабря — открыт остров Гаити, который Колумб назвал Эспаньолой, потому что его долины показались ему похожими на земли Кастилии. Продвигаясь вдоль северного берега, испанцы открыли остров Тортуга.
- 25 декабря — «Санта-Мария» села на рифы. С помощью местных жителей с корабля удалось снять пушки, припасы и ценный груз. Из обломков корабля был построен форт, названный Навидад (Рождество).
- Максим Грек вместе с Ласкарисом Иоанном, совершив по поручению Лоренцо Медици поездку по Греции в поисках древних рукописей, отправился в Италию[5].
- С этого года к ежегодным грабительским походам на земли Литвы и Польши приступил крымский хан Менгли I Гирей[6].

## Русское государство
Правление: 1462—1505 — Иван III Васильевич
- 1487—1494 — Русско-литовская война[6]:
  - Зима — литовские войска под началом смоленского воеводы Юрия Глебовича и князя Семёна Ивановича Стародубского захватили Серпейск и Мезецк (князь Михаил Мезецкий еле успел убежать)[6].
  - Начало года—весна — литовские «украинные люди» перешли в наступление — набегам подверглись холмовские и великолуцкие земли, тверские волости, а также окрестности Алексина и Мстиславля (на Оке) — но всё ограничивалось грабежами и опустошениями, попыток вернуть захваченные земли или захватить новые не делалось[6].
  - Март — в Верховские княжества были посланы русские войска. Пользуясь отсутствием князя Фёдора Ивановича Одоевского (уехал к королю), его двоюродные братья (князья Иван Сухой, Василий Швиха и Петр «Семёновы дети») захватили его «дольницу» в Одоеве, а князь Иван Белёвский, в отсутствие брата Андрея, также захватил его владения, а другого брата, Василия, захватил в плен и заставил принести присягу Ивану III. Таким образом, все земли бывшего Новосильского княжества находились теперь под влиянием Москвы[6].
  - Дмитрий Воротынский вместе с прибывшими русскими войсками совершил нападение на Брянский повет[6].
  - Закончилось это очередным витком переговоров и обменом посольств. Стороны пытались найти выход из создавшегося положения и установить границы. Переговоры закончились ничем, а 7 июня 1492 года польский король и великий князь литовский Казимир IV скончался[6].
  - Май — в Литву было отправлено посольство во главе с Иваном Никитичем Берсень-Беклемишевым с требованием возвращения города Хлепня, волости Рогачёва и других волостей, в противном случае грозя «нежитьем» (войной). Но, узнав о смерти короля, посольство вернулось с дороги, и эти требования не были озвучены[6].
  - Август  — Мценск и Любутск заняты московскими войсками под командованием Ф.В. Оболенского-Теляпня. Мценский и любутский наместник Борис Семёнович Александров, а также мценские и любутские бояре были захвачены в плен[7][6].
  - Август—сентябрь — Иван III посылает многих князей на Мосальск, князья берут город и сжигают его[8].
  - Войско во главе с Василием Лапиным и Андреем Истомой захватило город Хлепень и волость Рогачёв[6].
  - Лето — Иван III принимает на службу Михаила Романовича Мезецкого, который привёл на службу двух братьев: Семёна и Петра. По неизвестной причине Иван III заточает братьев в Ярославле, а Михаила жалует его вотчиной[8].
  - Иван III принимает на службу Семёна Фёдоровича Воротынского, выехавшего к нему "с своими вотчинами"[8].
  - Конец года — на русскую сторону перешло ещё пять князей — Семён Фёдорович Воротынский, Андрей и Василий Васильевичи Белёвские, Михаил Романович Мезецкий и Андрей Юрьевич Вяземский. Наиболее значительный из этих князей — Семён Воротынский перешёл не только с владениями, некогда пожалованными королём Воротынским князьям (города Городечня и Лучин-Городок с волостьми), но также и захватил «по дороге» города Серпейск и Мезецк. В Мезецке были захвачены князья Семён Романович и Пётр Фёдорович Мезецкие, а их владения отданы Михаилу Мезецкому[6].
  - В Вязьме, когда князь Андрей Юрьевич Вяземский перешёл на сторону Ивана III, старший из князей Вяземских, князь Михаил Дмитриевич, сохранивший верность Литве, воспользовался этим и «его [князя Андрея] пограбил, вотчину его у него отнял на Днепре село его з деревнями, а в городе дворы и пошлины его за себя взял, да и казну его взял, да и людей его переимал»[6].
  - Александр Ягеллончик попытался решить вопрос кардинально и отправил в Москву посольство Станислава Глебовича. Целью посольства было договориться о браке литовского князя с дочерью Ивана III Еленой. Посольство молчаливо соглашалось со сложившимся положением верховских князей, но протестовало против захвата Хлепня и Рогачева. Иван III согласился на переговоры с условием, что территориальные вопросы будут урегулированы до брака[6].
- 1491—1492 — посольство в Великое княжество Московское царя Кахетии Александра I.
- 5 апреля — Иван III вместе с Дмитрием Внук и роднёй переселяется из старого в новый дворец в Москве[9].
- Василий III Иванович, после смерти в марте 1490 года Ивана Ивановича Молодого, получил в управление Тверь со всеми положенными владетельному князю институтами[10].
  - Зубцов включён в состав великокняжеских владений[11].
- Лето — с целью военной добычи ордынцы совершили налёт на Русское государство. Поражение изгонной рати ордынских казаков (убито 60 чел.). Гибель в бою во время погони 40 человек из русской рати[12].
  - 10 июля — битва русских войск с ордынцами в междуречье Трудов и Быстрой Сосны[12].
- На службу великому князю выезжают родоначальники дворянских родов: Приклонские, Батурины и Бакунины[13].
- На Руси вместо мартовского стиля календаря, использовавшегося с 988 года, введён сентябрьский стиль: начало года перенесено с 1 марта на 1 сентября[14].

### Города и поселения
- Весна — Иваном III заложена крепость Ивангород[8].
- Основание города Озю-Кале (Очаков).
- На месте Кадниковской пустоши создан сторожевой пост для защиты торгового пути (позднее дер. Кадниковская, сов. г. Кадников)[15].

## Начало правления
См. также: Список глав государств в 1492 году
- 1492—1494 — правитель Флорентийской республики Пьеро Медичи.
- 1492—1501 — король Польши Ян I Альбрехт[16].
- 1492—1506 — великий князь литовский Александр Ягеллончик (1460—1506)[17].
- 1492—1503 — папа Александр VI.

## Скончались
- 8 апреля — Лоренцо ди Медичи (1449—1492), многолетний могущественный глава Флорентийской республики.
- 4 июня — Назарий, олонецкий святой чудотворец, основатель Предтечева монастыря[18].
- 7 июня — Казимир IV, великий князь литовский (с 29 июня 1440), король польский (с 25 июня 1447)[19].
- 25 июля — Папа Иннокентий VIII  (1432—1492).
- 26 сентября — Ефрем Перекомский — православный святой, основатель Перекомского монастыря под Новгородом.